# 布兰登·凯拉
布兰登·辛格·凯拉（英語：Brandon Singh Khela；2005年1月19日—）是一名英格蘭足球運動員，司職中场，現時效力英甲球會伯明翰足球會。他在2022年成為首位與伯明翰簽約的英國南亞裔球員。

## 球會生涯
凯拉在2022年7月與伯明翰足球會簽下職業合約，在2023年8月8日英格蘭聯賽盃對車頓咸的比賽中上場，他在81分鐘替換克什·安德森，球隊最終以2-0取勝晉級。他首場英格蘭足球冠軍聯賽比賽是主場以4-1擊敗哈德斯菲尔德，他在比賽末段換入。2023年11月，他與球會簽下一份長達三年半的新合約。
2024年1月12日，他被外借到蘇格蘭足球超級聯賽球會罗斯郡至季末。他在新球會首次上場是1月27日先發上場，參加作客凯尔特人的比賽。季末附加賽對拉夫流浪的第二輪比賽，凯拉在這比賽中打進職業生涯首顆進球，使比分拉開至4-0，令球隊保級成功。
外借結束後，他回到已降級至英格蘭足球甲級聯賽的母會伯明翰。他在球季揭幕日對雷丁的比賽中上場，之後的英格蘭聯賽盃對查尔顿竞技的比賽更是入選先發陣容，並打進全場比賽唯一進球，使球隊晉級至下一輪。

## 國家隊生涯
2022年5月，凱拉獲英格蘭U17徵召參加對挪威和美國U17的友誼賽，兩場比賽他均有上場參加。